# 中機関銃

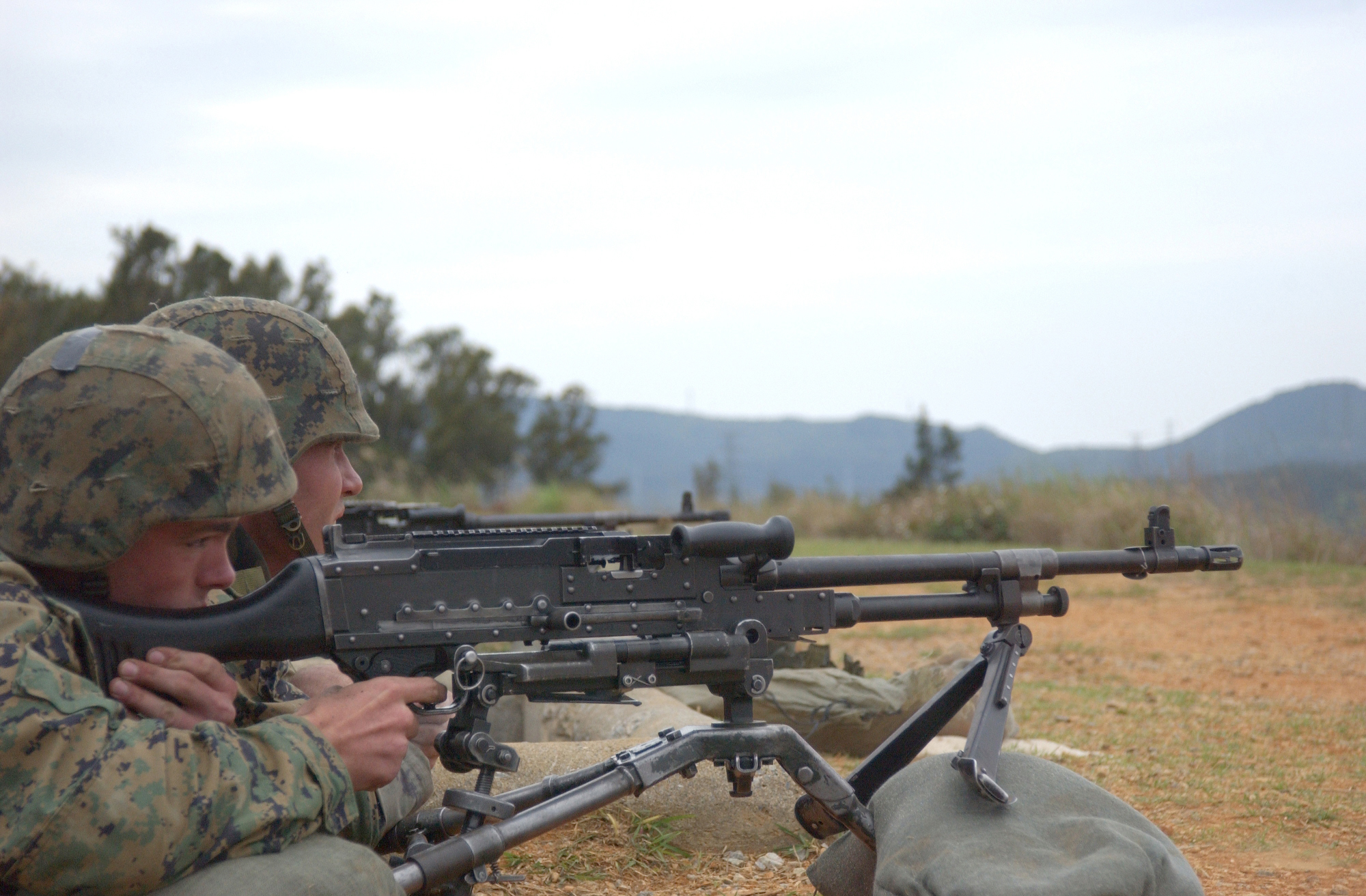
沖縄のキャンプ・ハンセンでM240汎用機関銃を発射するアメリカ海兵隊員。

中機関銃（medium machine gun, MMG）は、1 - 2人で運用する機関銃で、軽機関銃と重機関銃の中間の機関銃である。
7.62×51mm NATO弾や7.62×54mmR弾などの大口径の小銃弾を使用する、ベルト給弾式の機関銃である。多くは空冷式で、通常、中隊や大隊で運用される。軽機関銃よりも持続射撃能力、火力・安定性に優れ、重機関銃よりも運用に柔軟性がある。

## 定義
厳密な定義は組織や時代によって異なり、現代では汎用機関銃と同一視されることもある。
ブリタニカ・オンラインでは、現代的な機関銃（Machine gun）を3つのグループに分け、そのうちの中機関銃（Medium machine gun）については次のように説明している。

中機関銃、あるいは汎用機関銃は、ベルト給弾式で、二脚ないし三脚の取り付けが可能で、フルパワーの小銃弾を用いる。
The medium machine gun, or general-purpose machine gun, is belt-fed, mounted on a bipod or tripod, and fires full-power rifle ammunition.
アメリカ海兵隊では、中機関銃（Medium machine guns）について、次のように説明し、例としてM240G機関銃を挙げている。

中機関銃（MMG）の分類には、一般的に.264 - .33（6.5mm - 8mm）口径の自動火器が含まれる。典型的な中機関銃の重量は、弾薬50発を装填した状態で、25ポンド以上である。予備の弾薬、地上用三脚、予備銃身、その他のアクセサリーを含めると、中機関銃システム全体の重量はさらに25ポンドほど重くなることがある。通常、中機関銃は3名の兵士によって運用される。通常、中機関銃で用いる弾頭の重量は140 - 220グレイン程度である。人員あるいは軽目標（自動車など）を1,500m以内から攻撃することに適している。

This medium machinegun (MMG) classification generally includes .264 to .33 caliber (6.5mm to 8mm) automatic weapons. Typical MMG weights are 25 pounds or more when loaded with 50 rounds of ammunition. Remaining ammunition, ground tripod, spare barrel, and other accessories can add another 25 pounds or more to the overall weight of MMG systems. The MMG is generally employed by a crew of three. A MMG generally uses bullets that weigh between 140 and 220 grains. Optimally, they are employed against personnel and light materials (e.g., motor vehicles) at ranges of 1500 meters or less. 
一方、機関銃を分類する際に中機関銃という表現を用いない国もある。例えば、日本の防衛省の『防衛省規格 火器用語（小火器）』の中では、機関銃を軽機関銃と重機関銃に分け、前者を「小銃と同一の弾薬を用いる比較的軽量の機関銃」、後者を「比較的質量が大きく，小銃の口径よりも大きい弾薬を使用する機関銃」と定義する。また、汎用機関銃については、「二脚架，三脚架，銃架などが使用できる多目的用途の機関銃」とされている。